# Stephan Metz

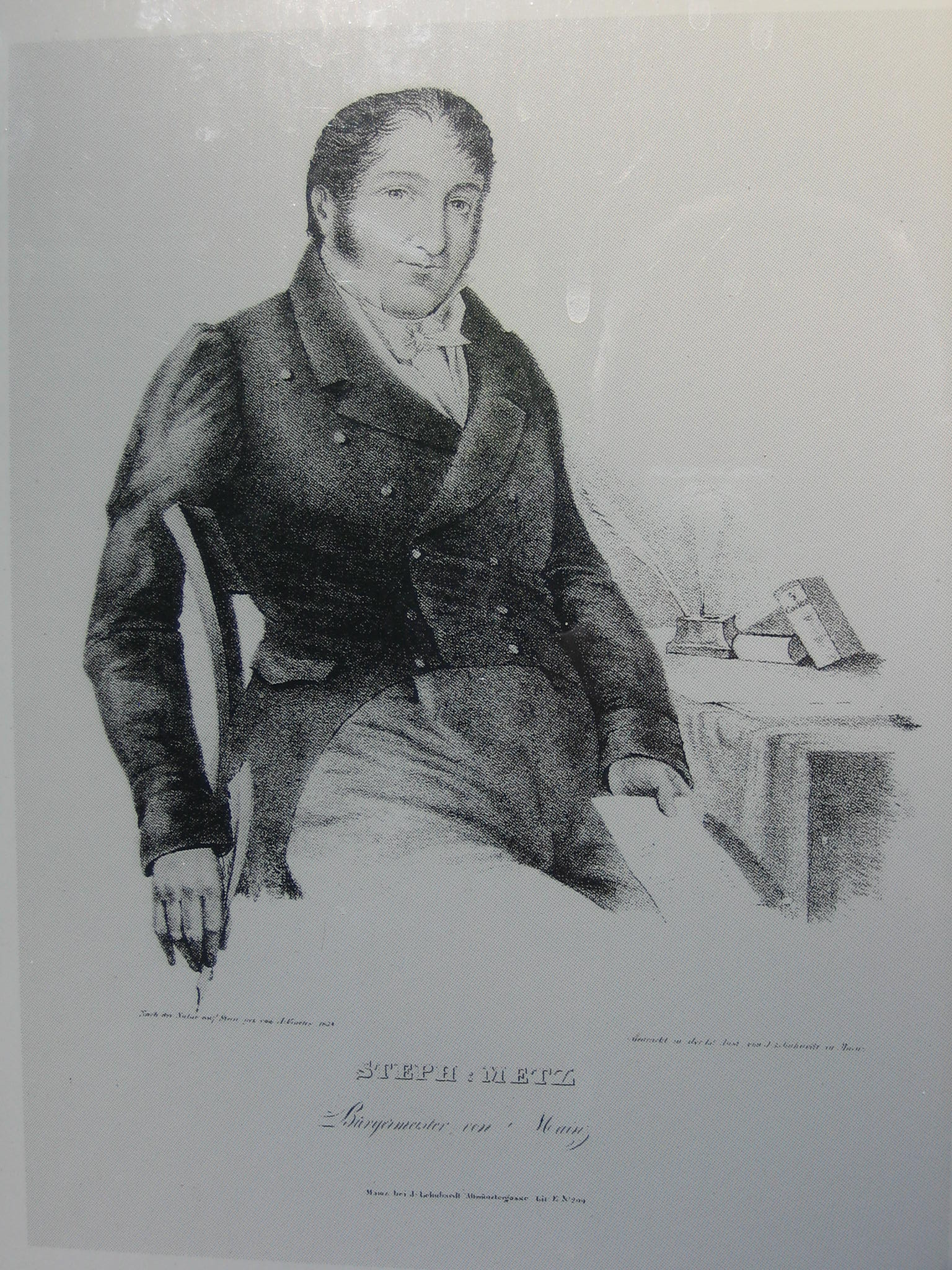
Stephan Metz

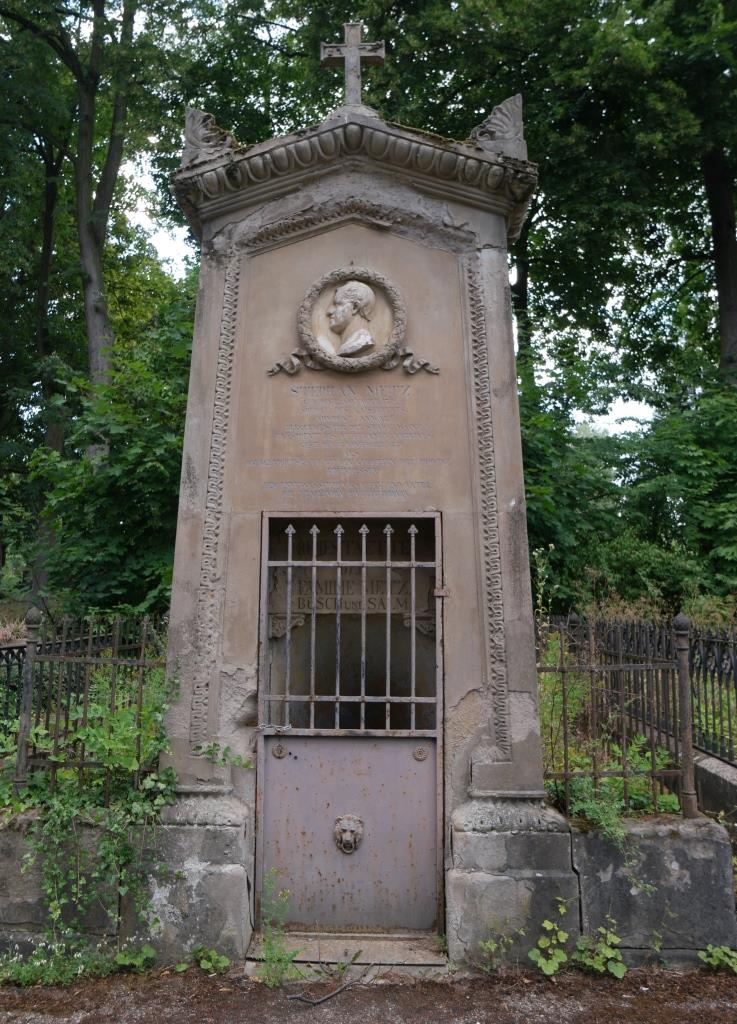
Grabmal von Stephan Metz auf dem Hauptfriedhof Mainz

Stephan Metz (* 12. November 1789 in Mainz; † 18. November 1850 ebenda) war ein Mainzer Bürgermeister und Rechtsanwalt. Er wurde zweimal zum Mainzer Bürgermeister ernannt, in den Jahren 1834 bis 1836 sowie von 1838 bis 1841.

## Leben
Er besuchte Mainzer Schulen mit Auszeichnung und erhielt daher ein Stipendium als „Elève du Gouvernement“ für das Mainzer Lyzeum. 1806 wurde er dort „Maître d'Etude“ (Studienleiter) und „Supplementaire Professeur“ (Ersatzlehrer). Danach meldete sich Metz freiwillig zur französischen Armee, welche im französischen Mainz Karrierechancen bot. Er machte die Kriege gegen Österreich, Spanien und Portugal mit und wurde zweimal verwundet. Nachdem er nun für den Militärdienst nicht mehr geeignet war, kehrte er in seine Vaterstadt zurück und trat in den Justizdienst ein. Zunächst wurde er 1812 Untergerichtsschreiber beim Mainzer Tribunal 1. Instanz. Im Jahr 1817 legte er, ohne je eine Universität besucht zu haben seine Advokatenprüfung mit Bestnoten ab. Bald darauf stieg er zum Mainzer Staranwalt auf. Er war Mitglied der Advokat-Anwaltskammer in Mainz und in der Kammer 1824 Sekretär, 1825 Präsident und 1831 Syndicus. Der Großherzog Ludwig I. von Hessen-Darmstadt ernannte ihn zum Ergänzungsrichter am Kreisgericht Mainz und später am Obergericht Mainz.

## Bürgermeister
Bereits 1831 hatte Metz die Gelegenheit, Bürgermeister zu werden nur knapp verpasst, er hatte mehr Stimmen als Franz Konrad Macké erhalten. Laut Gemeindeordnung vom 30. Juni 1821 konnte sich jedoch die Darmstädter Regierung einen der ersten drei Kandidaten aussuchen, man entschied sich gegen ihn. Erst 1834 konnte Metz zunächst überzeugen, wurde jedoch nach zwei Jahren wieder abgewählt. In seiner ersten Amtszeit wurde Bertel Thorvaldsen 1835 zum Ehrenbürger von Mainz ernannt.
Seine zweite Amtszeit war erfolgreicher als die erste. Unter seiner Ägide wurde die Fruchthalle auf dem Gelände der ehemaligen Dominikanerkirche errichtet. Dieses Gebäude diente als Mehrzweckhalle ebenso karnevalistischen, als auch weiteren kulturellen Zwecken.
Er stand lange dem Napoleonischen Veteranenverein (gegründet 1833) vor. Nach langer Krankheit verstarb er 1850 in seiner Vaterstadt.